# Gadasera
Gadasera (nep. गदसेरा) – gaun wikas samiti w zachodniej części Nepalu w strefie Seti w dystrykcie Doti. Według nepalskiego spisu powszechnego z 2001 roku liczył on 605 gospodarstw domowych i 3599 mieszkańców (1846 kobiet i 1753 mężczyzn).